# 恩阳河
恩阳河（又名白水河），是中国长江流域的一条河流，汇入渠江正源巴河右岸，属于嘉陵江水系。河长140千米，流域面积2920平方千米，多年平均流量81立方米每秒。自然落差480米。水能理论蕴藏量1万千瓦。